# Fort Pierre
Fort Pierre és una població dels Estats Units a l'estat de Dakota del Sud. Segons el cens del 2000 tenia 1.991 habitants.

## Demografia
Segons el cens del 2000, Fort Pierre tenia 1.991 habitants, 810 habitatges, i 538 famílies. La densitat de població era de 265,1 habitants per km².
Dels 810 habitatges en un 34,3% hi vivien nens de menys de 18 anys, en un 51,4% hi vivien parelles casades, en un 10,9% dones solteres, i en un 33,5% no eren unitats familiars. En el 28,4% dels habitatges hi vivien persones soles el 8,9% de les quals corresponia a persones de 65 anys o més que vivien soles. El nombre mitjà de persones vivint en cada habitatge era de 2,45 i el nombre mitjà de persones que vivien en cada família era de 3,01.
Per edats la població es repartia de la següent manera: un 28% tenia menys de 18 anys, un 6,9% entre 18 i 24, un 28,3% entre 25 i 44, un 25,4% de 45 a 60 i un 11,3% 65 anys o més.
L'edat mediana era de 37 anys. Per cada 100 dones de 18 o més anys hi havia 95,8 homes.
La renda mediana per habitatge era de 41.181 $ i la renda mediana per família de 47.885 $. Els homes tenien una renda mediana de 29.948 $ mentre que les dones 21.208 $. La renda per capita de la població era de 20.478 $. Entorn del 7,4% de les famílies i el 8,9% de la població estaven per davall del llindar de pobresa.

## Poblacions més properes
El següent diagrama mostra les poblacions més properes.